# Barx
Barx – gmina w Hiszpanii, w prowincji Walencja, we wspólnocie autonomicznej Walencja, o powierzchni 16,1 km². W 2011 roku liczyła 1335 mieszkańców.